# Grand Chavalard
Grand Chavalard är en bergstopp i Schweiz. Den ligger i distriktet Martigny och kantonen Valais, i den sydvästra delen av landet, 90 km söder om huvudstaden Bern. Toppen på Grand Chavalard är 2 901 meter över havet.